# جهاز الأمن الاستراتيجي (البحرين)
جهاز الأمن الاستراتيجي في البحرين جهاز أمني أُنشِئ بأمر ملكي في الخامس من يوليو 2020، وهو تابع لمجلس الدفاع الأعلى الذي بدوره يحدد اختصاصات وتنظيم الجهاز. ويرأس الجهاز الشيخ أحمد بن عبد العزيز آل خليفة.